# Fürstlich Castell’sches Domänenamt

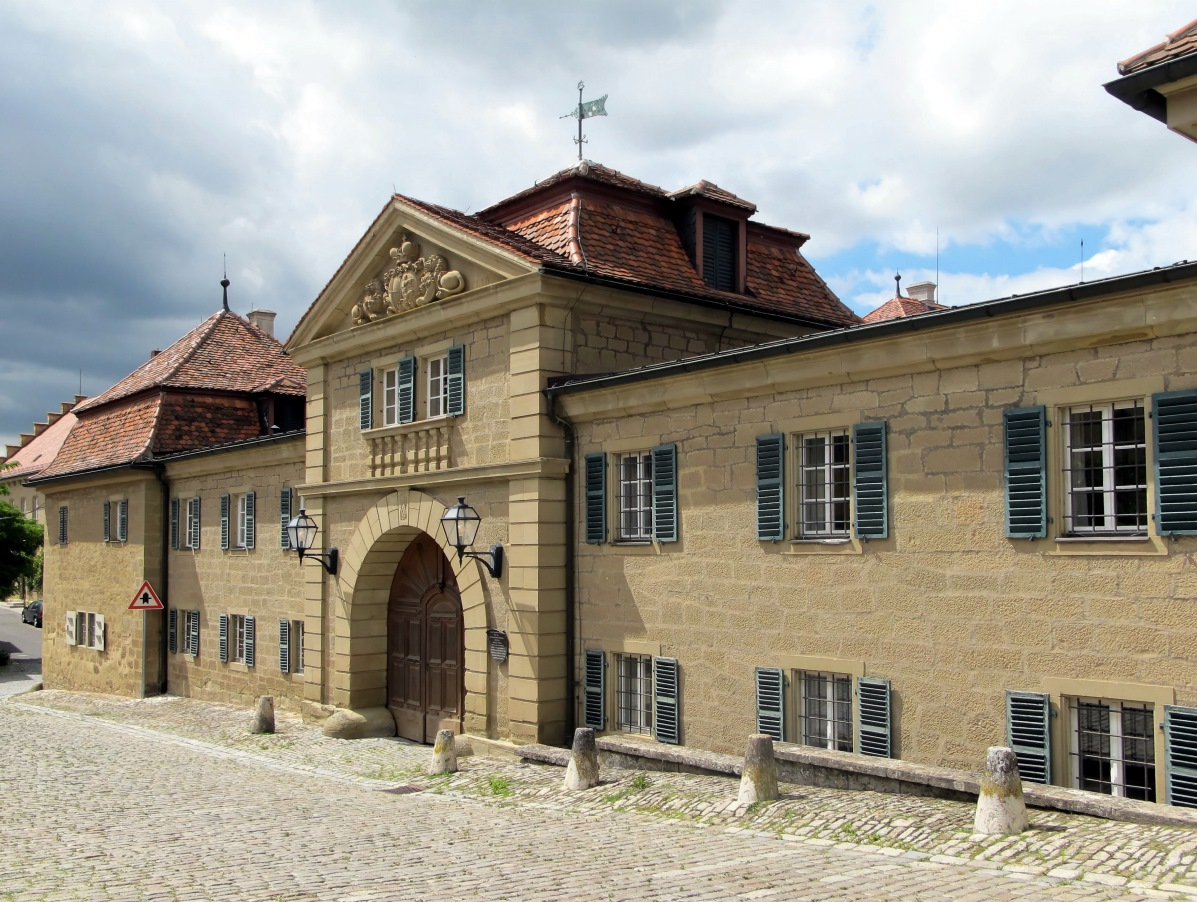
Schloss Castell

Das Fürstlich Castell’sche Domänenamt ist ein fränkisches Weingut in Castell (Unterfranken). Das Weingut ist im Besitz der Familie zu Castell-Castell und seit 1955 Mitglied im Verband Deutscher Prädikatsweingüter (VDP).

## Geschichte
Die Weinbautradition in der Gegend reicht über acht Jahrhunderte zurück. Bereits 1224 wurde dort Weinbau erstmals urkundlich erwähnt. Bis in das Jahr 1266 lassen sich die Weinbergslagen Hohnart, Schlossberg, Reitsteig und Trautberg zurückverfolgen. 1497 wurden sie auch kartographisch auf der Casteller Wildbannkarte dargestellt. Die im Archiv aufbewahrten Weinernte- und Kellerverzeichnisse reichen bis ins 16. Jahrhundert zurück. Vermutlich wurde auf dem Weingut die Silvanertraube erstmals auf deutschem Boden gepflanzt – Dokumente belegen den Kauf entsprechender Reben im Jahre 1659.

## Anbaufläche
Das Weingut besteht aus einer Anbaufläche von 71,5 Hektar. Die Weinberge liegen um den Ort Castell im günstigen kontinental-atlantischen Klima in Nischen des Steigerwaldes auf Gipskeuper-Böden.
Die Weinbergslagen, die bereits 1266 urkundlich erwähnt wurden, sind Hohnart (4,5 ha), Schlossberg (5 ha), Reitsteig (1,3 ha) und Trautberg (4 ha). Weitere Einzellagen sind Kirchberg (1,8 ha), Bausch (16 ha) und Kugelspiel (16 ha).

## Weine
Die Weine werden eher trocken ausgebaut und sowohl in Bordeaux- als auch in Bocksbeutelflaschen abgefüllt. Die Sorten umfassen dabei Silvaner mit 41 % der Rebfläche, Müller-Thurgau (12 %), Weißburgunder (9 %), Bacchus (8 %), Riesling (8 %), Rieslaner, Kerner, Scheurebe und Traminer sowie Spätburgunder und Domina. Im Jahr 1659 wurde die Silvanerrebe von Wolfgang Dietrich zu Castell aus Österreich nach Castell gebracht und seither dort angebaut.
Die Weine tragen das Wappen der Familie zu Castell-Castell, einer Linie des Castellschen Adelsgeschlechts. Die durchschnittliche Jahresproduktion liegt bei 450.000 Flaschen, was einem Ertrag von etwa 58 Hektoliter pro Hektar entspricht. Für seine Weine erhielt das Weingut 2012 im Weinguide von Gault-Millau drei von fünf möglichen Trauben, auch der Weinführer Eichelmann vergab 2012 drei von fünf möglichen Sternen und klassifiziert das Fürstlich Castell’sche Domänenamt als „sehr gutes Weingut“. „Das Domänenamt Castell ist als vereidigter Messweinlieferant zugelassen.“

## Qualitätsstufen
Die Weine werden in Bordeaux- oder Bocksbeutelflaschen abgefüllt. Die Gutsweine geben keine Lage an, sondern die Herkunftsbezeichnung Schloss Castell. Die Lagenweine kommen aus den Lagen Bausch, Kugelspiel, Hohnart, Kirchberg und Trautberg. Die Spitzen- und Großen Gewächse kommen vorwiegend aus den Lagen Reitsteig und Schlossberg.

## Auszeichnungen
- 4 Trauben Fürstlich Castell’sches Domänenamt 2021[7]
- 3 Sterne Eichelmann Weinführer 2022[8]
- 3 Punkte Feinschmecker Weinführer 2014
- 2 Sterne Wein-Plus 2014
- 2 Sterne Johnson Weinführer 2014[9]

## Verbände und Gruppierungen
- Mitglied im Verband Deutscher Prädikatsweingüter
- Mitglied von „Die Güter“, einer Gruppierung von neun privat geführten Spitzenweingüter aus Deutschland[10]